# St. Johannes (München)

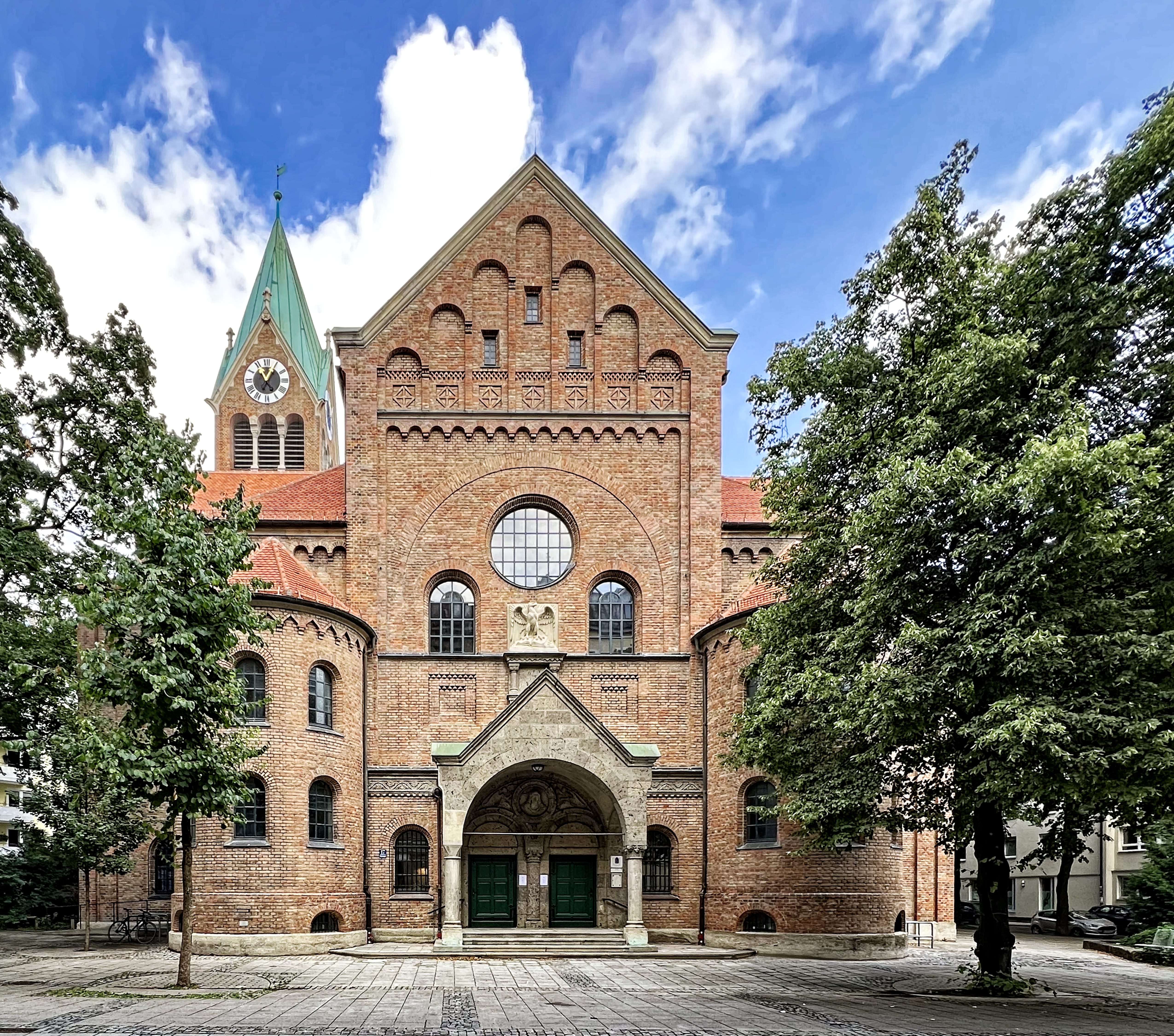
Die evangelisch-lutherische Pfarrkirche St. Johannes am Preysingplatz

Die Evangelisch-Lutherische Pfarrkirche St. Johannes wurde 1916 als vierte evangelisch-lutherische Kirche des innenstädtischen Teils von München und als sechste der bis zum damaligen Zeitpunkt vergrößerten Stadt eingeweiht. Nachdem die ersten drei evangelischen Kirchen in der Innenstadt nach den Evangelisten Matthäus, Markus und Lukas benannt worden waren, erhielt sie in Fortsetzung dieser Tradition den Namen des Evangelisten Johannes. Sie steht in Haidhausen am Preysingplatz in der Nähe des Gasteigs.

## Geschichte
Im Zuge der Industrialisierung wuchs im 19. Jahrhundert die Bevölkerung der Stadt München sprunghaft an. Vor den Toren der Altstadt wurden neue Stadtviertel gegründet. Teilweise wurden dabei frühere dörfliche Strukturen überbaut. Auch rechts der Isar, im früheren Dorf Haidhausen, setzte in der Zeit nach 1870 eine rege Bautätigkeit ein. 1875 wohnten rechts der Isar 1307 Protestanten; zehn Jahre später, 1885, waren es schon 2567. Nach einem ersten evangelischen Gottesdienst in Haidhausen im Jahr 1887 bildeten evangelische Gläubige ein Protestantencomité, forderten einen eigenen Pfarrer für die Protestanten rechts der Isar und sammelten Geld für einen Kirchenbau. Als Geistlicher kam Vikar Georg Glungler im Jahr 1888. Zum Bauplatz wurde der Preysingplatz bestimmt. Zunächst behalf man sich auf diesem Grundstück mit einer rasch errichteten Notkirche. Von 1889 an feierten die Protestanten in Haidhausen in diesem Gebäude ihre Gottesdienste.
Am 1. Januar 1900 wurde St. Johannes ein eigener Pfarrbezirk mit Georg Glungler als Pfarrer. Im selben Jahr eröffnete das Protestantencomité im Gebäude Wörthstraße 20 eine „Kinderbewahranstalt“, in der zeitweise bis zu 200 Kinder betreut wurden. 1906 konstituierte sich der Protestantische Krankenpflegeverein München Ost e.V.

## St. Johannes am Preysingplatz

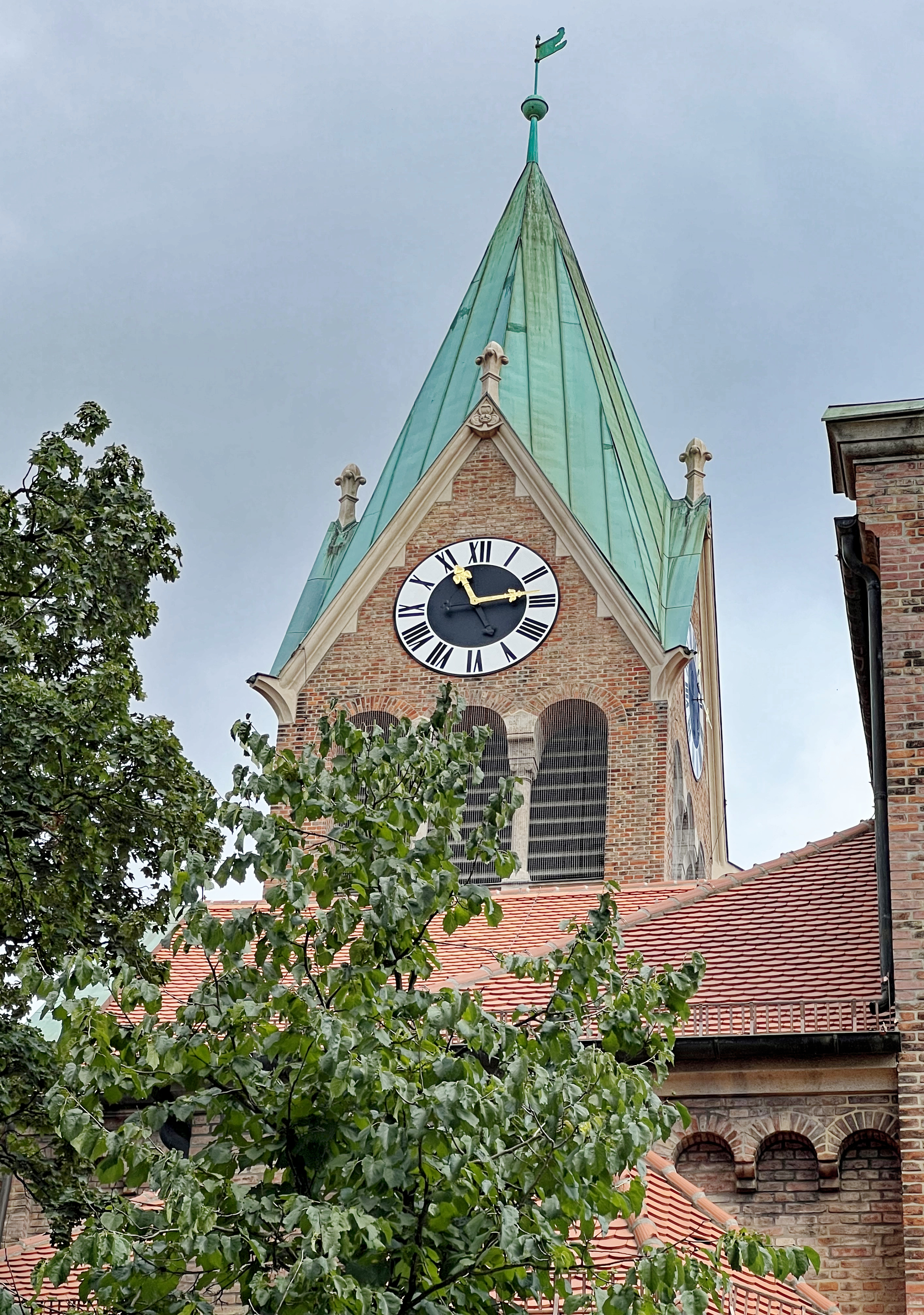
Der Turm der St.-Johannes-Kirche

1912 beauftragte man das Büro von Albert Schmidt mit der Planung einer dauerhaften Kirche. Er hatte außer der Münchner Hauptsynagoge auch schon die Nachbarkirche St. Lukas geplant.
Am 29. Juni 1914 erfolgte die Grundsteinlegung. Besondere Schwierigkeiten bereitete die Fundamentierung der Kirche. Der Bauplatz war eine ehemalige Kiesgrube, ausgefüllt mit Schutt, der ausgegraben und fortgeschafft wurde. Die Grube wurde neu befüllt und anschließend mit Beton ausgegossen. Zusätzlich wurden mit Beton befüllte Eisenrohre von 20 cm Durchmesser und 3–5 m Länge zur Stabilisierung in den Boden gerammt. Allein das Turmfundament wird von 60 derartigen Pfählen gestützt. Die St.-Johannes-Kirche wurde als Backsteinbau in neoromanischer Formensprache errichtet.
Am 2. April 1916, mitten im Ersten Weltkrieg, wurde die Kirche feierlich eingeweiht. Ein prominentes Mitglied des Kirchenvorstands von St. Johannes war von 1920 an Wilhelm Freiherr von Pechmann. Am 7. Januar 1945 riss eine Sprengbombe die Nordostseite der Kirche auf. Die Gottesdienste wurden bis zum Kriegsende ins Gemeindehaus Wörthstraße 20 verlegt. Einer Herausgabe der Kirchenbänke für Heizzwecke konnte sich der damalige Pfarrer Ziegler erfolgreich widersetzen. Ab ca. 1948 war die Kirche wieder aufgebaut und benutzbar. In die Apsis, welche den Altarraum umschließt, wurden in den 1960er Jahren drei in Blautönen gehaltene Buntglasfenster des Künstlers Heiner Schumann eingesetzt, welche die Leidensgeschichte Jesu zeigen.

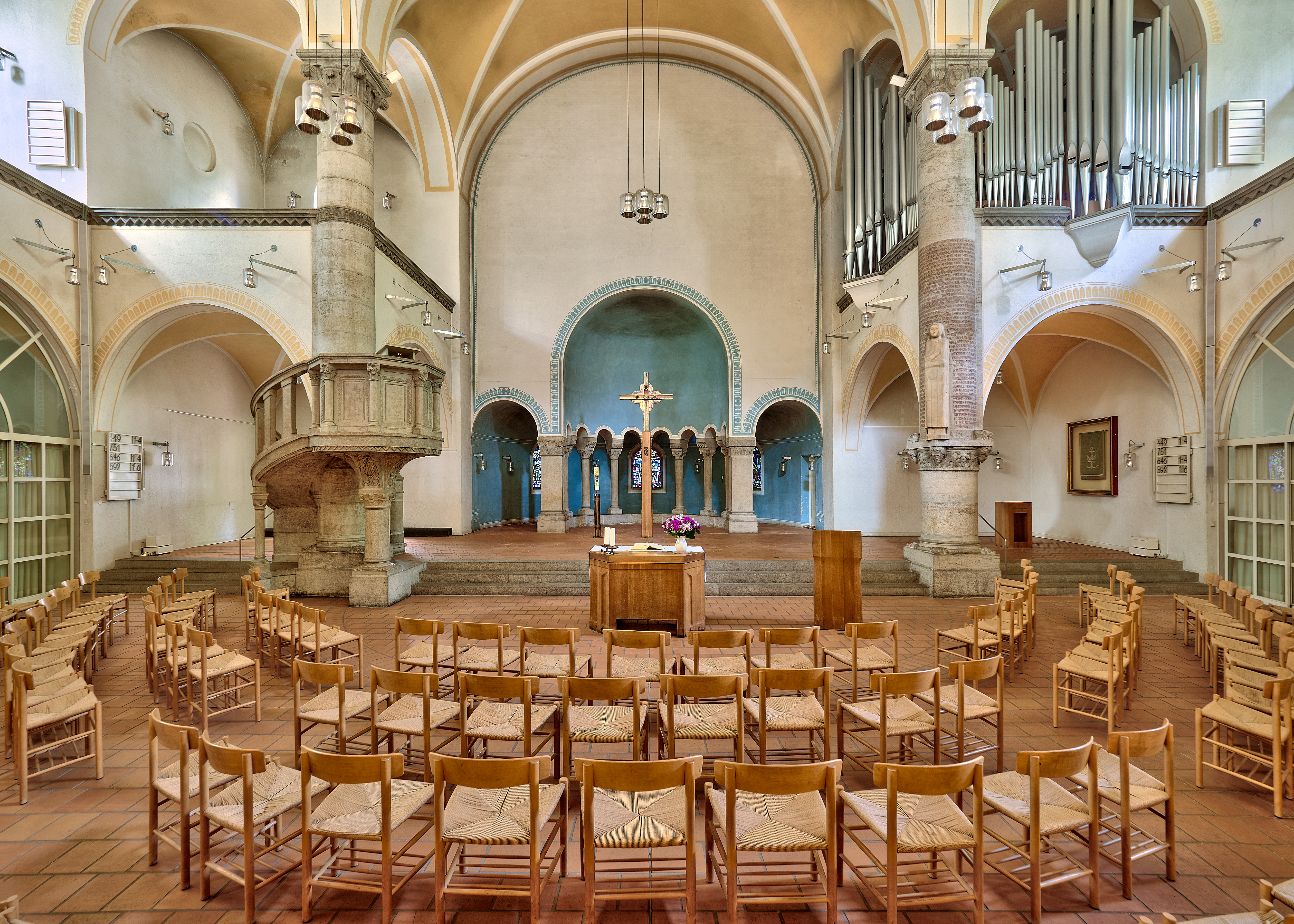
Innenraum seit dem Umbau 1983

1982/1983 wurde die St.-Johannes-Kirche unter Leitung des Münchner Architekturbüros Steinhauser und Gräfe grundlegend renoviert und dabei auch umgebaut. Die Kirche sollte zugleich die Gemeinderäume in sich aufnehmen. Der Gottesdienstraum wurde dazu verkleinert, Nebenräume wurden durch Glaswände mit Schiebetüren abgetrennt. Die neugeschaffene Wohnkirche fand überregional Beachtung. Seitdem wird das Kirchengebäude gerne auch „Gottes Wohnzimmer in Haidhausen“ genannt.  Im Zuge der Neugestaltung wurde auch die Innenausstattung verändert. Die weißen Kirchenbänke wurden durch eine bewegliche Bestuhlung ersetzt, das große Holzkruzifix des Bildhauers Hermann Hahn wurde vom Altarraum auf die Empore umgehängt und der Marmoraltar entfernt. Neu aus Holz und Bronze geschaffen wurden Kreuz, Altar, Osterleuchter, Taufbecken, Ambo und eine Frauenstatue im Gedenken an die Opfer des Ersten Weltkriegs von Karlheinz Hoffmann.
Während der Renovierung der Heizung 1999 wurde in die Kirche ein Blockheizkraftwerk eingebaut. Im Jahr 2016 feierte die Kirchengemeinde ihr 100-jähriges Jubiläum unter der Teilnahme von Landesbischof Heinrich Bedford-Strohm. Die zweite Stammstrecke der S-Bahn München wird nach ihrer Fertigstellung unterhalb des Kirchengebäudes verlaufen. Ab Ende 2021 werden die Fassade und das Dach des Gebäudes saniert.

## Orgel

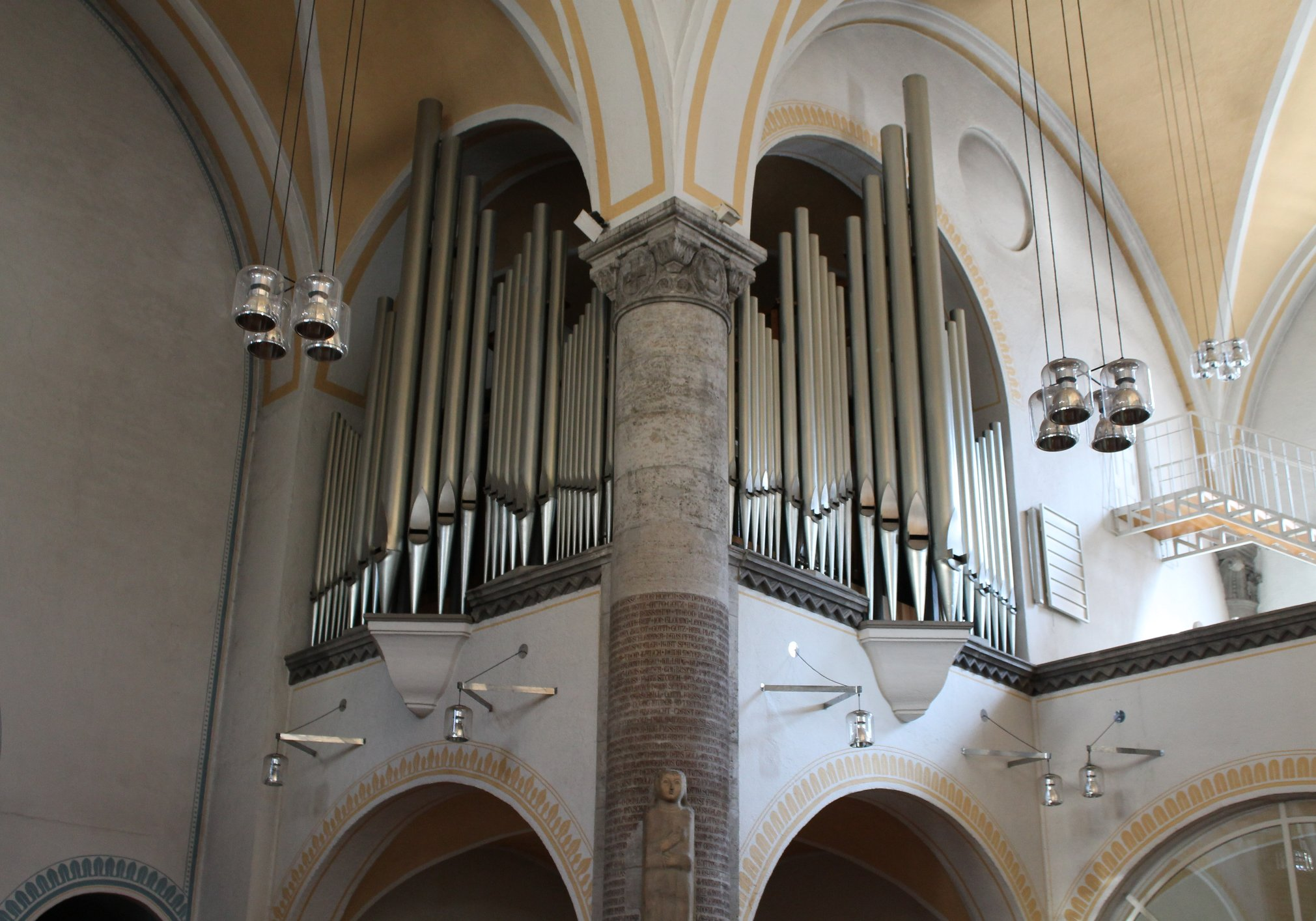
Die Orgel

Die ursprüngliche Orgel wurde von der Firma Maerz und Sohn (Inhaber Schönle) erbaut und 1945 durch Fliegerbomben völlig zerstört. Das Nachfolgeinstrument wurde 1953/54 von der Firma Steinmeyer aus Oettingen als opus 1856 erbaut und 1957 auf die heutige Größe ergänzt. Es befindet sich rechtsseitig über dem Altar in der Emporennische. Die Orgel besitzt 33 Register; das ursprünglich vorgesehene Rückpositiv ist bis heute vakant. Das Instrument verfügt über Taschenladen mit elektrischer Spiel- und Registertraktur.
| Pedal C–f1 |                       |       |
| 1.         | Prinzipal             | 16′   |
| 2.         | Subbaß                | 16′   |
| 3.         | Rohrgedackt (Transm.) | 16′   |
| 4.         | Oktav                 | 8′    |
| 5.         | Holzflöte             | 8′    |
| 6.         | Choralbaß             | 4′    |
| 7.         | Pommer                | 2′    |
| 8.         | Rauschbaß IV          | 2 ⁄3′ |
| 9.         | Posaune               | 16′   |
| 10.        | Oboe (Transm.)        | 8′    |
| 11.        | Clarine (Transm.)     | 4′    |
| 12.        | (vakant)              |       |

| I Rückpositiv C–g3 (vakant) |             |        |
| 13.                         | Koppel      | 8′     |
| 14.                         | Dulzgedackt | 8′     |
| 15.                         | Prinzipal   | 4′     |
| 16.                         | Blockflöte  | 4′     |
| 17.                         | Prinzipal   | 2′     |
| 18.                         | Terz        | 1 3⁄5′ |
| 19.                         | Superquint  | 1 ⁄3′  |
| 20.                         | Cymbel      | 1⁄4′   |
| 21.                         | Krummhorn   | 8′     |
| 22.                         | Tremulant   |        |
| 23.                         | (vakant)    |        |
| 24.                         | (vakant)    |        |

| II Hauptwerk C–g3 |                |       |
| 25.               | Quintade       | 16′   |
| 26.               | Prinzipal      | 8′    |
| 27.               | Rohrflöte      | 8′    |
| 28.               | Octav          | 4′    |
| 29.               | Kleingedackt   | 4′    |
| 30.               | Flachflöte     | 2′    |
| 31.               | Sesquialter II | 2 ⁄3′ |
| 32.               | Sedecima       | 1′    |
| 33.               | Mixtur IV      | 1 ⁄3′ |
| 34.               | Trompete       | 8′    |
| 35.               | Trompete       | 4′    |
| 36.               | (vakant)       |       |

| III Schwellwerk C–g3 |                  |       |
| 37.                  | Rohrgedackt      | 16′   |
| 38.                  | Salicional       | 8′    |
| 39.                  | Liebl. Gedeckt   | 8′    |
| 40.                  | Holzflöte        | 8′    |
| 41.                  | Oktav            | 4′    |
| 42.                  | Koppelflöte      | 4′    |
| 43.                  | Ital. Prinzipal  | 2′    |
| 44.                  | Kleincornett III | 2 ⁄3′ |
| 45.                  | Scharff III      | 1′    |
| 46.                  | Dulcian          | 16′   |
| 47.                  | Oboe             | 8′    |
| 48.                  | Tremulant        |       |

- Koppeln: I/II, III/II, III/I, I/P, II/P, III/P
- Spielhilfen: zwei freie Kombinationen, eine freie Pedalkombination, Tutti, Absteller für Handregister, Walze und Einzelzungen, Crescendowalze.

## Glocken
Die ursprünglichen Glocken wurden von der Firma Schilling in Apolda gegossen. Noch während des Ersten Weltkriegs musste die nagelneue größte Glocke für militärische Zwecke abgegeben werden. Nach dem Krieg wurde eine neue große Glocke gegossen. 1940 mussten erneut zu Kriegszwecken alle vier Glocken abgeliefert werden. Sie konnten erst 1961 aus Spendenmitteln ersetzt werden. Das gegenwärtige Geläut stammt aus der Erdinger Glockengießerei und ist in E-Dur (e′ - fis′ - gis′ - h′) gestimmt. Am Heiligen Abend 1961 fand die Glockenweihe statt.

## Kirchliches Leben heute

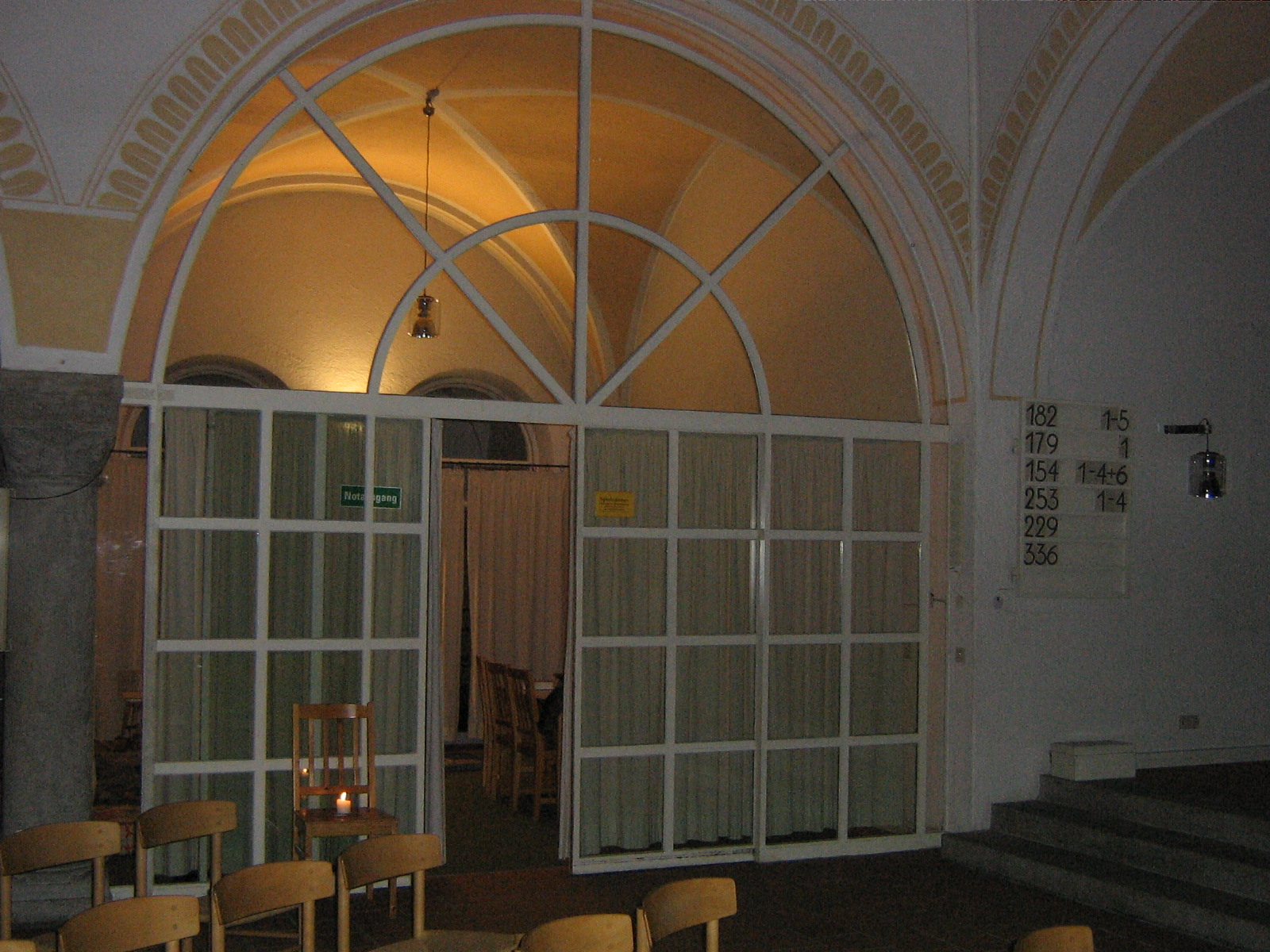
Das Kircheninnere mit Blick nach Westen

Das Gemeindegebiet umfasst einen Großteil des Stadtbezirks Au-Haidhausen. Mehrere Schwerpunkte kennzeichnen das Gemeindeleben der St.-Johannes-Gemeinde:
- Die Kirchengemeinde versteht sich als Gemeindekirche mit Angeboten für alle Generationen.[5] Zahlreiche Veranstaltungen neben den Gottesdiensten, wie etwa Konzerte oder ein Erwachsenenbildungsprogramm, beleben den Stadtteil. Eine Besonderheit bei der Feier der zahlreichen Taufen, welche in St. Johannes abgehalten werden, sind die sogenannten Isartaufen, bei denen der Gottesdienst in der Kirche beginnt und die eigentliche Taufhandlung anschließend an der nahen Isar durchgeführt wird.[6]
- In der Kirchengemeinde sind zahlreiche kirchenmusikalische Gruppen aktiv, wie z. B. der Kantatenchor München[7], das Blechbläserensemble Preysing Brass[8] und die Kinder- und Jugendchöre der Singschule St. Johannes mit derzeit über 100 Kindern und Jugendlichen.[9]
- An mehreren Tagen finden regelmäßige Meditationsangebote sowie Einkehrtage und Exerzitien statt. Der Meditationsraum der Kirche wird darüber hinaus von anderen Gruppen für Seminare und Kurse verwendet.[10]
- Die St.-Johannes-Kirche ist mit zahlreichen sozialen Einrichtungen und Vereinen im Stadtteil vernetzt, vor allem in der Senioren- und Sozialarbeit. Der gemeindeeigene Diakonie- und Förderverein St. Johannes e.V. ist darüber hinaus seit seiner Gründung im Jahre 1906 auf vielfältige Weise gemeinnützig tätig.[11] Das ökumenische Projekt JOMA – Johannes und Maria – Begegnung in der Au e.V.[12] schafft ab 2021 in Kooperation mit der katholischen Mariahilfkirche in der Au eine nachbarschaftliche Begegnungsstätte mit Café im Baugebiet Paulaner-Areal am Nockherberg[13], welche durch die Landeshauptstadt München gefördert wird.[14]
- Am 14. Februar 2021 wurde ein Fernsehgottesdienst des Bayerischen Rundfunks aus der Kirche gesendet.[15]